# Teleteatro (RTP)
Teleteatro (também chamado de Noite de Teatro) foi um dos espaços de programação mais famosos da RTP1, estando no ar desde 11 de Março de 1957 até por volta de 2002, tendo sido retomado em 2009 com Teatro em Casa. A RTP apresentou cerca de 600 peças.

## Peças exibidas
As peças que foram exibidas em televisão no Teleteatro foram dos mais variados tipos. Eis alguns exemplos:

### 1957
| Dia de exibição | Título da peça                 | Autor             | Realização         | Elenco principal | Duração             | Refs.         |
| --------------- | ------------------------------ | ----------------- | ------------------ | --- | ------------------- | ------------- |
| 11 de março     | O Monólogo do Vaqueiro         | Gil Vicente       | Álvaro Benamor     | Ruy de Carvalho | 20 minutos          | [ 2 ]         |
| 18 de março     | Três Máscaras                  | José Régio        | Orlando Vitorino   | Eunice Muñoz, Luís Cerqueira e Mário Pereira                                                                                   | 30 minutos          | [ 4 ]         |
| 25 de março     | O Pedido de Casamento          | Anton Tchekhov    | Artur Ramos        | Rogério Paulo, Jacinto Ramos, Alina Vaz                                                                                        | 35 minutos          | [ 5 ]         |
| 1 de abril      | Mar                            | Miguel Torga      | Rui Ferrão         | Jaime Santos, Germana Tânger, Tomaz de Macedo, Catarina Avelar                                                                 | 1 hora 5 minutos    | [ 6 ] [ 7 ]   |
| 15 de abril     | Cavalgada para o Mar           | Synge             | Artur Ramos        | Aura Abranches, Maria Olguim, Lourdes Norberto, Fernanda Montemor, Tomás de Macedo e Jaime Santos                              | 30 minutos          | [ 8 ] [ 9 ]   |
| 22 de abril     | Caminho de Sombra              | Nuno Fradique     | n.d.               | n.d. | 20 minutos          | [ 10 ]        |
| 3 de junho      | O Preço da Glória              | Georges Wissant   | Nuno Fradique      | Maria Albergaria, Luís Cerqueira, Costa Ferreira, Jaime Santos, Joaquim Fernandes                                              | n.d.                | [ 11 ]        |
| 18 de junho     | Não se Pode Pensar em Tudo     | Alfred de Musset  | Álvaro Benamor     | Maria Paula, Jacinto Ramos, Costa Ferreira, Ana Paula, Henrique Santos                                                         | 15 minutos          | [ 12 ]        |
| 25 de junho     | A Morgadinha de Vale de Amores | C. Castelo Branco | Herlânder Peyroteo | Madalena Sotto, José Viana, Jaime Santos                                                                                       | 30 minutos          | [ 13 ]        |
| 9 de julho      | O Meu Filho                    | Pierre Didier     | Ruy Ferrão         | Rogério Paulo, Luís de Campos, António Palma                                                                                   | 30 minutos          | [ 14 ]        |
| 16 de julho     | Realidade da Fantasia          | Claude Gével      | Artur Ramos        | Aura Abranches, Maria Olguim, Ema Paul, Paulo Renato                                                                           | 30 minutos          | [ 15 ]        |
| 20 de agosto    | Camila ou A Manhã de Núpcias   | Nuno Fradique     | n.d.               | Madalena Sotto, Emílio Correia, Maria de Lurdes Carvalho, Mário Pereira, Grèce de Castro, Bettencourt Ataíde e Maria Gertrudes | 30 minutos          | [ 16 ]        |
| 10 de dezembro  | Esta Noite Choveu Prata        | Pedro Bloch       | n.d.               | João Villaret | 1 hora e 10 minutos | [ 17 ] [ 18 ] |

### 1958
| Dia de exibição | Título da peça           | Autor                                            | Realização     | Elenco principal                                                  | Duração    | Ref.                 |
| --------------- | ------------------------ | ------------------------------------------------ | -------------- | ----------------------------------------------------------------- | ---------- | -------------------- |
| 7 de janeiro    | A Casa dos Crimes        | García Alvarez Pedro Muñoz Seca                  | -              | -                                                                 | 30 min     |                      |
| 14 de janeiro   | Aconteça o que Acontecer | -                                                | -              | -                                                                 | 50 min     |                      |
| 21 de janeiro   | O Pote de Barro          | Luigi Pirandello                                 | -              | -                                                                 | 30 min     |                      |
| 28 de janeiro   | Balada de Outono         | Carlos Selvagem                                  | n.d.           | n.d.                                                              | 30 min     | [ 21 ]               |
| 4 de fevereiro  | Quem desdenha...         | Pinheiro Chagas                                  | -              | -                                                                 | 25 min     |                      |
| 18 de março     | O Urso                   | Anton Chekhov (orig.) Francisco Ribeiro (adapt.) | Artur Ramos    | Jaime Santos, Maria Schulze, Mário Santos                         | 25 min     | [ 23 ] [ 24 ] [ 25 ] |
| 22 de abril     | O Rei Veado              | Carlo Gozzi (peça) Fernando de Paços (adaptação) | Artur Ramos    | Morais e Castro, Fernanda Alves, Luís Horta, Fernanda Montemor    | 1 h 15 min |                      |
| 28 de outubro   | O Landau de Seis Cavalos | Victor Ruiz Iriarte                              | Álvaro Benamor | Florbela Queiroz, Anna Paula, Suzana Prado, António Sacramento... |            |                      |
| 9 de dezembro   | Os Anjos Não Dormem      | Armando Vieira Pinto                             |                | Fernanda Borsatti, Suzana Prado e Augusto Figueiredo.             |            |                      |

### 1959
| Dia de exibição | Título da peça | Autor          | Realização | Elenco principal | Duração    |
| --------------- | -------------- | -------------- | ---------- | --- | ---------- |
| 27 de janeiro   | Atrás da porta | Costa Ferreira | -          | Costa Ferreira, Luís de Campos, Maria Alberta , Fernanda Borsatti, António Sacramento, Alma Flora, Henrique Canto e Castro, Gina Santos, Paulo Renato, Rodolfo Neves | 1 h 35 min |

### 1963
| Dia de exibição | Título da peça      | Autor                     | Realização      | Elenco principal | Duração              | Refs.  |
| --------------- | ------------------- | ------------------------- | --------------- | --- | -------------------- | ------ |
| 13 de março     | O quarto de noivos  | Alfred Marchand           | Virgínia Mendes | Santos Carvalho, Luís de Campos, Constança Navarro, Maria Cristina, Francisca Maria | 55 minutos           | [ 28 ] |
| 20 de março     | Escola de Má Língua | Richard Brinsley Sheridan | Moura Roiz      | Brunilde Júdice, Alves da Costa, Álvaro Benamor, Joaquim Rosa, Maria Albergaria, Maria José, Mário Pereira, Nicolau Breyner, Rui Furtado, Juan Soutullo, Manoel de Oliveira, Octávio Borges | 2 horas e 30 minutos | [ 29 ] |
| 10 de julho     | Lobo no Povoado     | Joaquim Sabino de Sousa   | Oliveira Costa  | Rodolfo Neves, Mário Pereira, Maria Olguim, Emílio Correia, João Mota, Ruy de Carvalho, Lourdes Norberto, Ângela Ribeiro, Luís Campos                                                       | 1 hora e 40 minutos  | [ 30 ] |

### 1964
| Dia de exibição | Título da peça | Autor                     | Adaptação | Realização    | Elenco principal | Duração             | Refs.                       |
| --------------- | -------------- | ------------------------- | --------- | ------------- | --- | ------------------- | --------------------------- |
| 7 de março      | A Menina Feia  | Manuel Frederico Pressler |           | Pedro Martins | Laura Alves, Henrique Santana, Irene Isidro, Costinha, Alma Flora, Henrique Santos, Irene Cruz, Nicolau Breyner, Luís Horta, Helena Vieira, Maria Candal, Henrique Viana, António Marques, Lia Gama | 1 hora e 20 minutos | [ 31 ] [ 32 ] [ 33 ] [ 34 ] |

### 1965
| Dia de exibição | Título da peça     | Autor             | Adaptação       | Realização         | Elenco principal | Duração    | Refs.  |
| --------------- | ------------------ | ----------------- | --------------- | ------------------ | ---------------- | ---------- | ------ |
| 23 de janeiro   | O Holandês Errante | August Strindberg | Ricardo Alberty | Herlander Peyroteo |                  | 55 minutos | [ 35 ] |

### 1966
| Dia de exibição | Título da peça          | Autor            | Adaptação            | Realização         | Elenco principal | Duração              | Refs.                              |
| --------------- | ----------------------- | ---------------- | -------------------- | ------------------ | --- | -------------------- | ---------------------------------- |
| 7 de março      | As Árvores Morrem de Pé | Alejandro Casona | Fernando Frazão      | Fernando Frazão    | Palmira Bastos, Lurdes Norberto, Josefina Silva, Gina Santos, Varela Silva, Luís Filipe, Óscar Caetano Pedro Lemos, Benjamim Falcão, Meniche Lopes, Paiva Raposo e Manuel Correia | 2 horas e 25 minutos | [ 36 ] [ 37 ] [ 38 ] [ 39 ] [ 40 ] |
| 23 de novembro  | Pedro, o Crú            | António Patrício | Armando Vieira Pinto | Herlander Peyroteo | Sinde Filipe, Fernando Gusmão, Laura Soveral | 1 hora e 35 minutos  | [ 41 ] [ 42 ] [ 43 ] [ 44 ]        |

### 1968
| Dia de exibição | Título da peça         | Autor                                       | Realização         | Elenco principal                                                  | Duração             |
| --------------- | ---------------------- | ------------------------------------------- | ------------------ | ----------------------------------------------------------------- | ------------------- |
| 11 de março     | Ponto H                | Yves Jamiaque (tradução de Sérgio Porthman) | Herlander Peyroteo | Pedro Lemos, Adelino Campos, AdrianoReis, Laura Soveral           | 1 hora e 50 minutos |
| 11 de junho     | A Sapateira Prodigiosa | Federico Garcia Lorca                       | Fernando Frazão    | Amália Rodrigues, Barreto Poeira, Alexandre Careto, Isabel Wolmar | 1 h 10 min          |

### 1972
| Dia de exibição | Título da peça | Autor                                                                 | Adaptação      | Realização     | Elenco principal | Duração             | Refs.                |
| --------------- | -------------- | --------------------------------------------------------------------- | -------------- | -------------- | --- | ------------------- | -------------------- |
| 2 de março      | O Pensamento   | Carlos Semprun a partir do original do escritor russo Leonid Andreiev | Oliveira Costa | Oliveira Costa | Ruy de Carvalho, Sinde Filipe, Carmen Dolores, Françoise Ariel, Orlando Costa, Cristina Cassola, Henrique Santo, Luís Santos | 1 hora e 30 minutos | [ 51 ] [ 52 ] [ 53 ] |

### 1974
| Dia de exibição | Título da peça                 | Autor         | Adaptação      | Realização     | Elenco principal                      | Duração             | Refs.                       |
| --------------- | ------------------------------ | ------------- | -------------- | -------------- | ------------------------------------- | ------------------- | --------------------------- |
| 30 de dezembro  | Knock ou o Triunfo da Medicina | Jules Romains | Oliveira Costa | Oliveira Costa | Sinde Filipe, Pedro Lemos, Maria José | 2 horas e 5 minutos | [ 54 ] [ 55 ] [ 56 ] [ 57 ] |

### 1995
| Dia de exibição | Título da peça | Autor            | Adaptação             | Realização            | Elenco principal                  | Duração    | Refs.  |
| --------------- | -------------- | ---------------- | --------------------- | --------------------- | --------------------------------- | ---------- | ------ |
| 19 de junho     | La Musica      | Marguerite Duras | Bento Pinto da França | Bento Pinto da França | Sinde Filipe, Maria do Céu Guerra | 50 minutos | [ 58 ] |

### 1997
| Dia de exibição | Título da peça         | Autor             | Realização  | Elenco principal | Duração | Ref.   |
| --------------- | ---------------------- | ----------------- | ----------- | ---------------- | ------- | ------ |
| 30 de novembro  | A Rapariga de Varsóvia | Mário de Carvalho | Artur Ramos | n.d.             | n.d.    | [ 59 ] |